# Bocșa
Bocșa is een stad (oraș) in het Roemeense district Caraș-Severin. De stad telt 16.911 inwoners (2002).
Het gebied van de huidige stad bestond oorspronkelijk uit drie dorpen, Bocșa Montană (Deutsch-Bokschan), Vasiova (Wassiowa; Vassafalva) en Bocșa Româna (Rumänisch-Bokschan, Várboksán). Na de Tweede wereldoorlog werden Bocșa Montană en Vasovia samengevoegd tot de gemeente Bocșa Vasoviei (tegenwoordig stadsdeel Bocșa I). In 1961 volgt de fusie met Bocșa Româna (tegenwoordig stadsdeel Bocșa II) en wordt de huidige stad Bocșa opgericht. 